# Modra frankinja
Modra frankinja ali frankinja (tudi frankinja crna, moravka, Blaufrankische, Blue franconian idr.) je rdeča sorta vinske trte in istoimensko vino. Trta z veliko verjetnostjo izvira iz slovenske Štajerske, najbolj razširjena pa je v nekaterih  evropskih vinogradniških deželah, v Sloveniji pa v vinorodnih okoliših Dolenjska, Bizeljsko in Bela krajina

## Botanične značilnosti
- Vršiček mladike: rdečkast, gladek in svetlozelen.
- List: velik, skoraj cel ali malo narezan, okroglast. Listni sinus ima obliko črke V, ki je večkrat preklopljen. Zgornja stran lista je mehurjasta, temno zelena, ki jeseni pordeči. Listni pecelj je srednje dolg, zelenkast, z vijoličnimi niansami.
- Grozd: srednje velik do velik, valjaste oblike in nabit. Občasno je tudi vejnat, na spodnji strani zaobrnjen. Grozdni pecelj je precej kratek in zelenkaste barve.
- Jagoda: srednje velika in temno modra, precej oprašena in okroglaste oblike. Jagodna kožica je debela, meso sočno, sok sladek in nekoliko trpek.
- Rozga: precej debela, temno rdečkasta, na členkih še nekoliko temnejša, s srednje dolgimi medčlenki. Skorja je črnkasta.

Vino sorte modra frankinja je močna, ena najbujnejših sort v našem sortimentu. Grozdje dozori srednje pozno, na sončnih legah celo srednje zgodnje. Teža grozda je od 150 do 200 gramov. Sorta rodi obilno in dokaj redno. Sorta je precej odporna proti boleznim, razen v začetku rasti, ko je občutljiva za peronosporo. Za nizke temperature je srednje odporna.

## Vino
Vino je običajno modrikasto rdeče barve z vijoličnim odtenkom, svetlejše ali temnejše, odvisno od zrelosti in časa maceracije. Je polno, izjemno bogato, sadno, sveže, s svojevrstno fino cvetlico, ki se približuje modremu pinotu. Kisline mu ne primanjkuje, vonj je svež in spominja na jagodičevje, posebno na malino in borovnico. Vino je primerno za staranje (Vodovnik in sod., 1997).
V Posavju je modra frankinja po kakovosti glavna rdeča sorta, saj daje odlična rdeča vina. Na trgu se kot sortno vino pojavlja sorazmerno redko, več šele v zadnjih letih. Največkrat je udeležena pri pridelavi vina cviček, metliška črnina in bizeljsko rdeče. Je srednje težko rdeče vino, v katerem pri povprečnih letnikih prevladuje kislost, medtem ko je pri dobrih letnikih razmerje med kislino in taninskimi snovmi dobro uravnano v harmonijo okusov, ki jo povzroči intenzivna obarvanost, sortno značilne vonjave in bogata taninska osnova. Da vino doseže popolno zrelost, je potrebno pet do šest let zorenja.
Vino vsebuje ok. 12 % alkohola, izrazit sadni okus in prijetno svežino, ki se zadrži s staranjem. Je odličen vir antioksidantov, še posebej resveratrola, ki znižuje splošno stopnjo holesterola in varuje srce. Zmerno uživanje modre frankinje je še posebej priporočljivo, saj preprečuje rakava obolenja.
Vino se postreže pri temperaturi 16-18 °C k suhomesnatim jedem, divjačini in slovenskemu jedilniku.
Sodi v kakovostni in tudi vrhunski razred.